# Nobile contrada San Magno
La nobile contrada San Magno è una delle otto contrade in cui è divisa la città lombarda di Legnano. È situata nella zona centro-sud della città. Partecipa annualmente al palio di Legnano ed è stata istituita in occasione dell'organizzazione della festa del Carroccio (1932).

## Storia

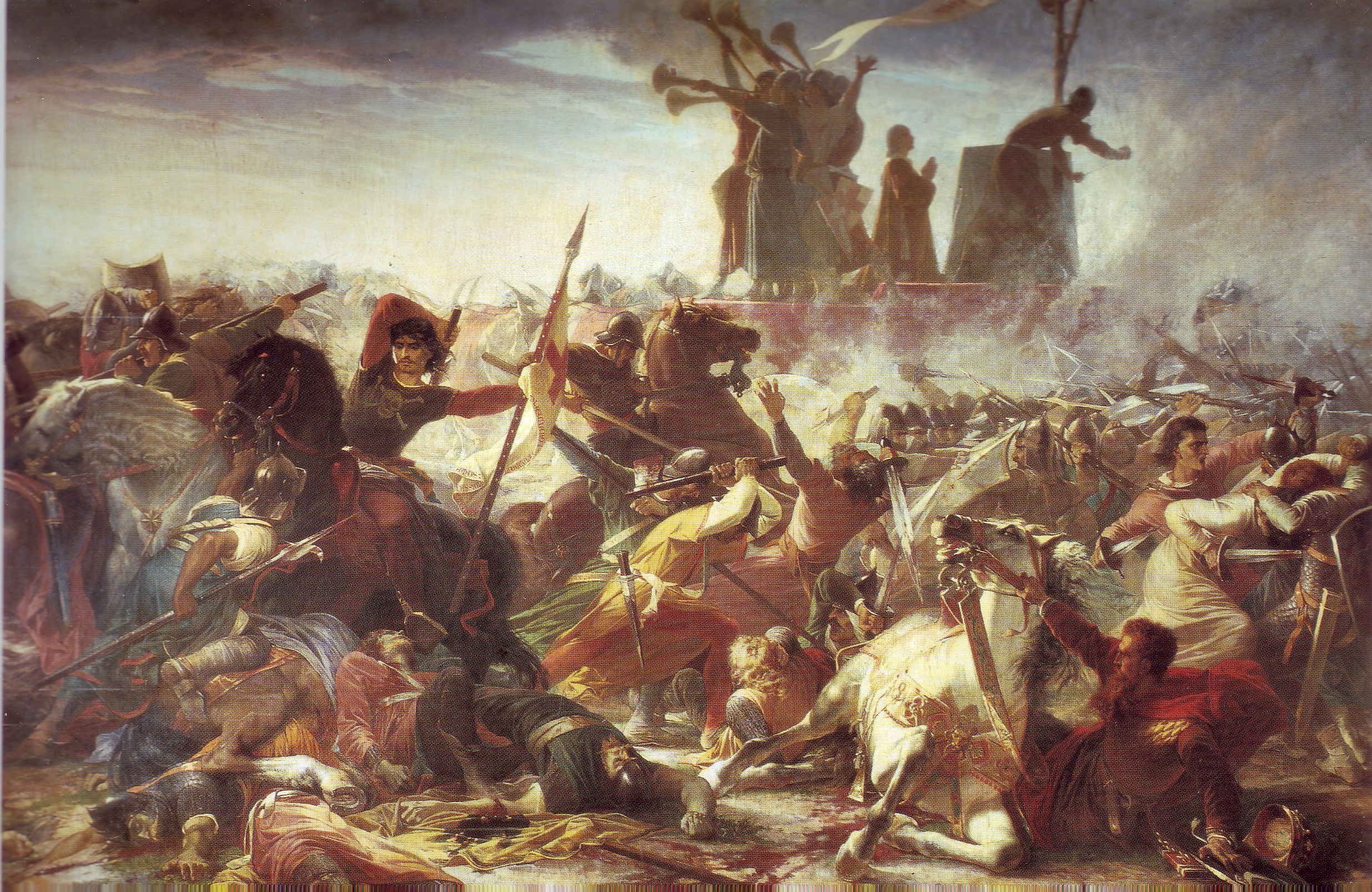
La Battaglia di Legnano di Amos Cassioli (1860), dipinto conservato presso la Galleria d'arte moderna di Palazzo Pitti a Firenze

Il territorio della contrada comprende la maggior parte del centro storico della città del Carroccio. Fin dall'epoca medioevale Legnano era infatti divisa in due parti: l'agglomerato più grande e importante ubicato sulla riva destra dell'Olona e che corrisponde al moderno centro della città (la cosiddetta Contrada Granda, in dialetto legnanese) e un borgo più piccolo, Legnanello (da cui è derivato il nome della quasi omonima contrada), sulla riva sinistra del fiume.

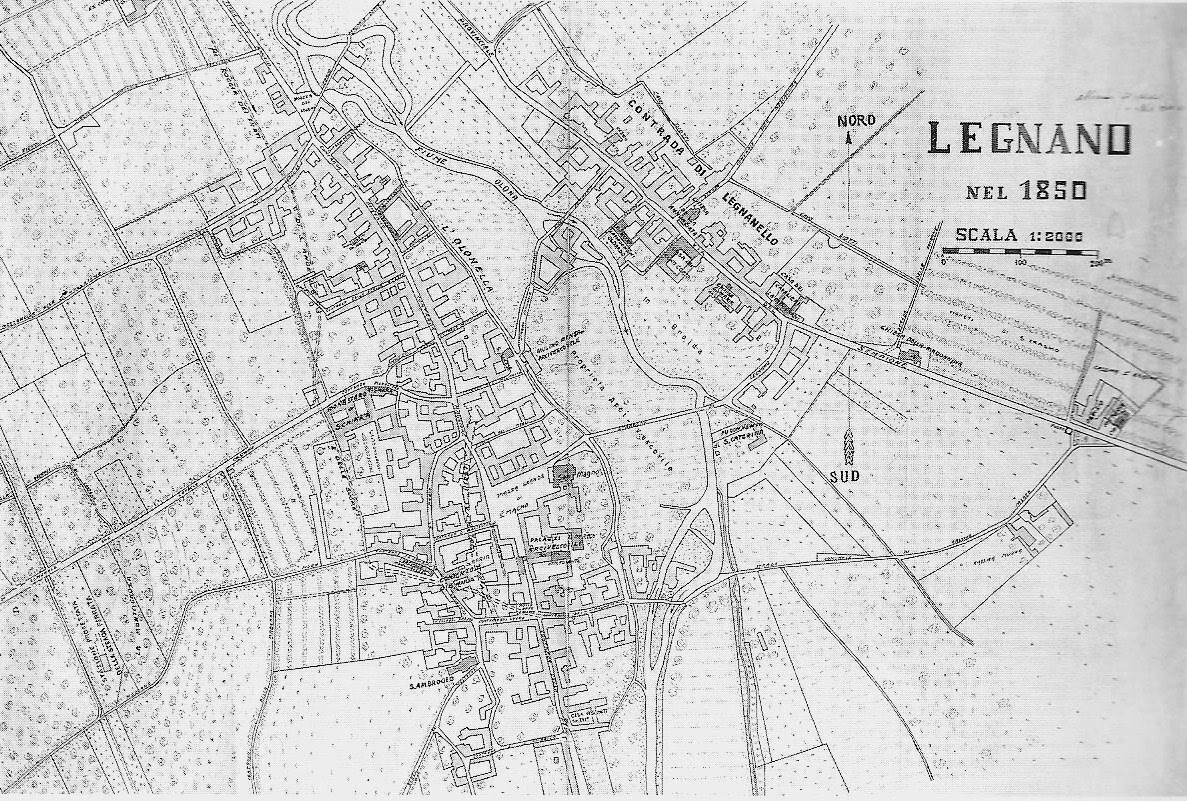
Una mappa di Legnano del 1850: si vedono ancora i due abitati di Legnano e Legnanello (all'epoca ancora distinti) divisi dall'Olona e dall'Olonella. I due centri abitati si sono poi saldati in un unico conglomerato urbano con l'espansione edilizia del XX secolo

All'epoca le due comunità, che avevano un'esistenza indipendente, erano in comunicazione grazie alla presenza di alcuni ponti. I terreni compresi tra i due abitati erano attraversati dall'Olonella (una diramazione naturale del fiume) e dal corso principale dell'Olona, i quali formavano un'isola naturale che era conosciuta come "Braida Arcivescovile" essendo di proprietà dell'arcidiocesi di Milano; la Braida Arcivescovile restò libera da costruzioni fino al XX secolo perché spesso allagata dalle acque dell'Olona. L'Olonella aveva origine dal corso principale del fiume poco prima del centro abitato e, dopo aver lambito il borgo maggiore vicino alla moderna basilica di San Magno, rientrava poco più a valle nell'Olona. L'Olonella è stata poi interrata nella prima parte del XX secolo.
La Legnanello dell'epoca era costituita da poche case che erano situate lungo la strada parallela al corso principale dell'Olona, il moderno corso Sempione, anticamente conosciuto come "strada magna", che riprende il tracciato di un'antica strada romana, la via Severiana Augusta. Il borgo principale era invece formato da un agglomerato di abitazioni che si sviluppava intorno a una piazza (la moderna piazza San Magno). I due centri abitati si sono poi saldati in un unico conglomerato urbano con l'espansione edilizia del XX secolo.

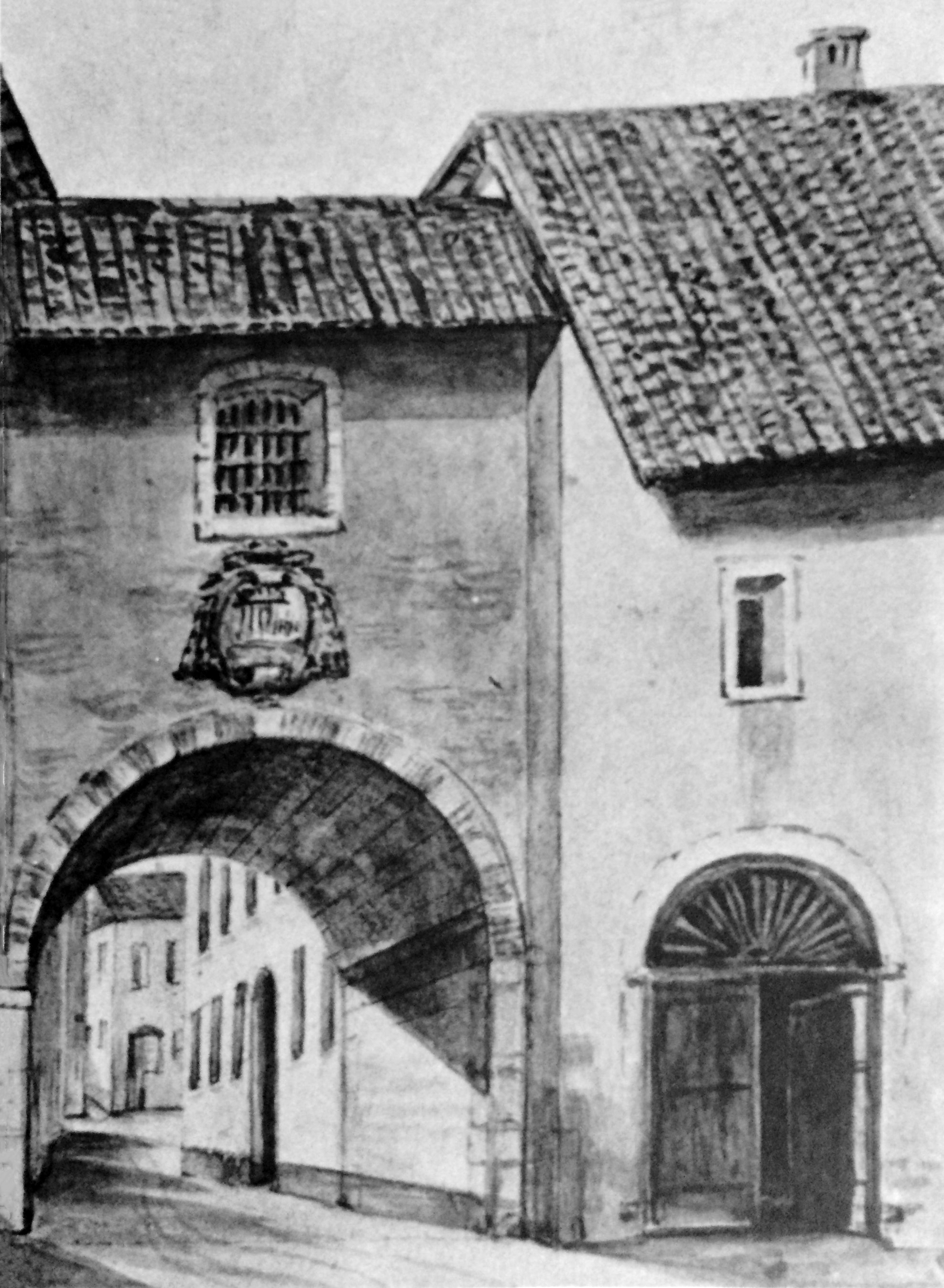
La Porta di Sotto in un acquarello del 1875 di Giuseppe Pirovano. È stata demolita nel 1818

Il centro storico di Legnano ha una forma allungata lungo la direttrice tracciata da un'antica strada che corrisponde ai moderni corso Magenta e Garibaldi, che fanno da confine tra le contrade di San Magno e Sant'Ambrogio. Questa strada proviene dalla Valle Olona e mette in comunicazione Castellanza con Legnano attraversando l'agglomerato urbano legnanese da nord a sud; all'ingresso e all'uscita da Legnano furono costruite due porte di accesso di cui una, quella meridionale, era conosciuta come "Porta di Sotto": fu demolita nel 1818 perché rendeva difficoltosa la circolazione dei carri degli agricoltori. A nord, nel rione Mugiato, era presumibilmente situata una "Porta di Sopra" della quale, però, non sono rimaste testimonianze tangibili, dato che fu verosimilmente abbattuta in tempi più remoti. Il tratto di corso Garibaldi che attraversa la contrada San Magno era anticamente conosciuto come contrada maggiore.
Comprendendo il centro storico della città, il territorio della contrada di San Magno include diversi edifici di importanza storica ed artistica. Tra essi vanno senz'altro menzionati la basilica romana minore di San Magno, palazzo Leone da Perego e villa Jucker, sede dell'associazione locale Famiglia Legnanese. In periferia fanno parte della contrada San Magno il castello Visconteo (con annessa chiesetta di San Giorgio) ed il parco castello. Un tempo nella contrada era situato il castello dei Cotta, un maniero altomedievale che sorgeva nell'area occupata dal moderno palazzo Leone da Perego e che è stata demolito tra il XIII e il XIV secolo: fu quindi testimone della battaglia di Legnano (29 maggio 1176), durante la quale fu utilizzato come avamposto militare dalla Lega Lombarda.

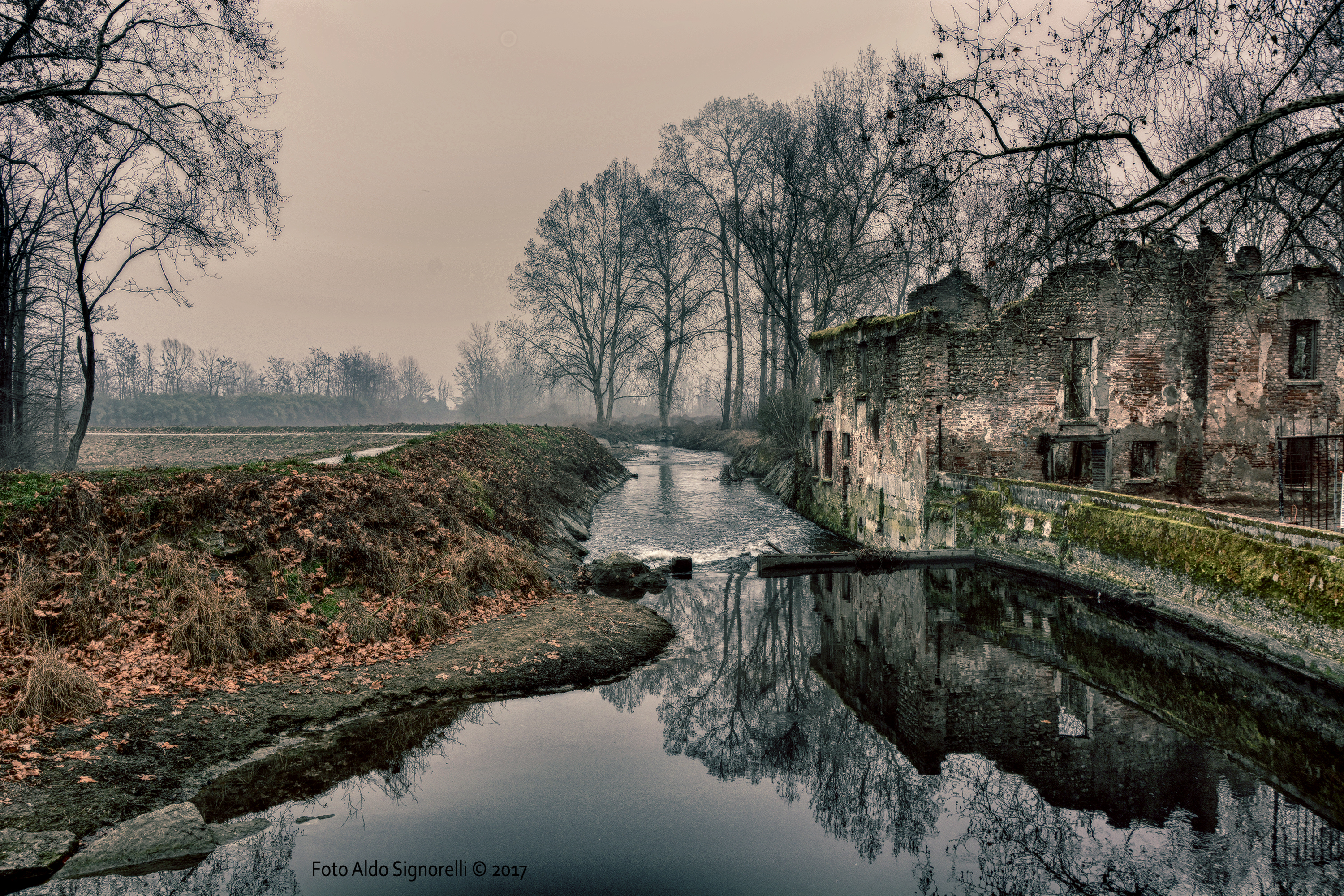
I resti del mulino Cornaggia, ultimo impianto molinatorio di Legnano superstite, che si trovano a valle del castello Visconteo

Un documento del 1594 attesta la presenza, nella contrada San Magno, di cinque mulini lungo il fiume Olona nel centro cittadino e di due impianti molinatori nei pressi del castello. Questi mulini furono quasi tutti demoliti nel corso dei secoli: di questi impianti molinatori si è salvato dall'abbattimento solamente il mulino Cornaggia, che si trova a sud del castello, poco lontano dalla fortificazione, anch'esso sull'isola dove sorge il maniero legnanese.
Il territorio della contrada potrebbe essere stato teatro degli scontri decisivi della battaglia di Legnano. Il Carroccio venne posizionato sul bordo di un ripido pendio fiancheggiante l'Olona, così che la cavalleria imperiale, il cui arrivo era previsto da Castellanza lungo il corso del fiume, sarebbe stata obbligata ad assalire il centro dell'esercito della Lega Lombarda risalendo una scarpata. Federico Barbarossa sarebbe stato quindi costretto ad attaccare l'esercito comunale in una situazione di svantaggio, dato che avrebbe dovuto sferrare l'assalto dal basso. Questa scelta si rivelò poi sbagliata: il Barbarossa arrivò infatti da Borsano, cioè dalla parte opposta, obbligando le truppe comunali, che avevano la strada di fuga sbarrata dall'Olona, a resistere intorno al Carroccio. Una delle cronache dell'epoca, gli Annali di Colonia, contiene infatti un'informazione che indica dove probabilmente fosse il Carroccio:
(Annali di Colonia)
Ciò potrebbe significare che le fasi decisive della famosa battaglia potrebbero essere state combattute nell'odierna contrada San Martino oppure in prossimità del quartiere legnanese della "Costa di San Giorgio", e quindi su un territorio ora appartenente alla contrada di San Magno, a quella di Sant'Ambrogio e al comune di San Giorgio su Legnano, non essendo in altra parte del Legnanese individuabile un'altra scarpata con queste caratteristiche: infatti, ancora oggi, tra il quartiere della Costa di San Giorgio e l'Olona, è presente un ripido pendio che è stato in seguito incluso nel parco castello.

## La chiesa di riferimento

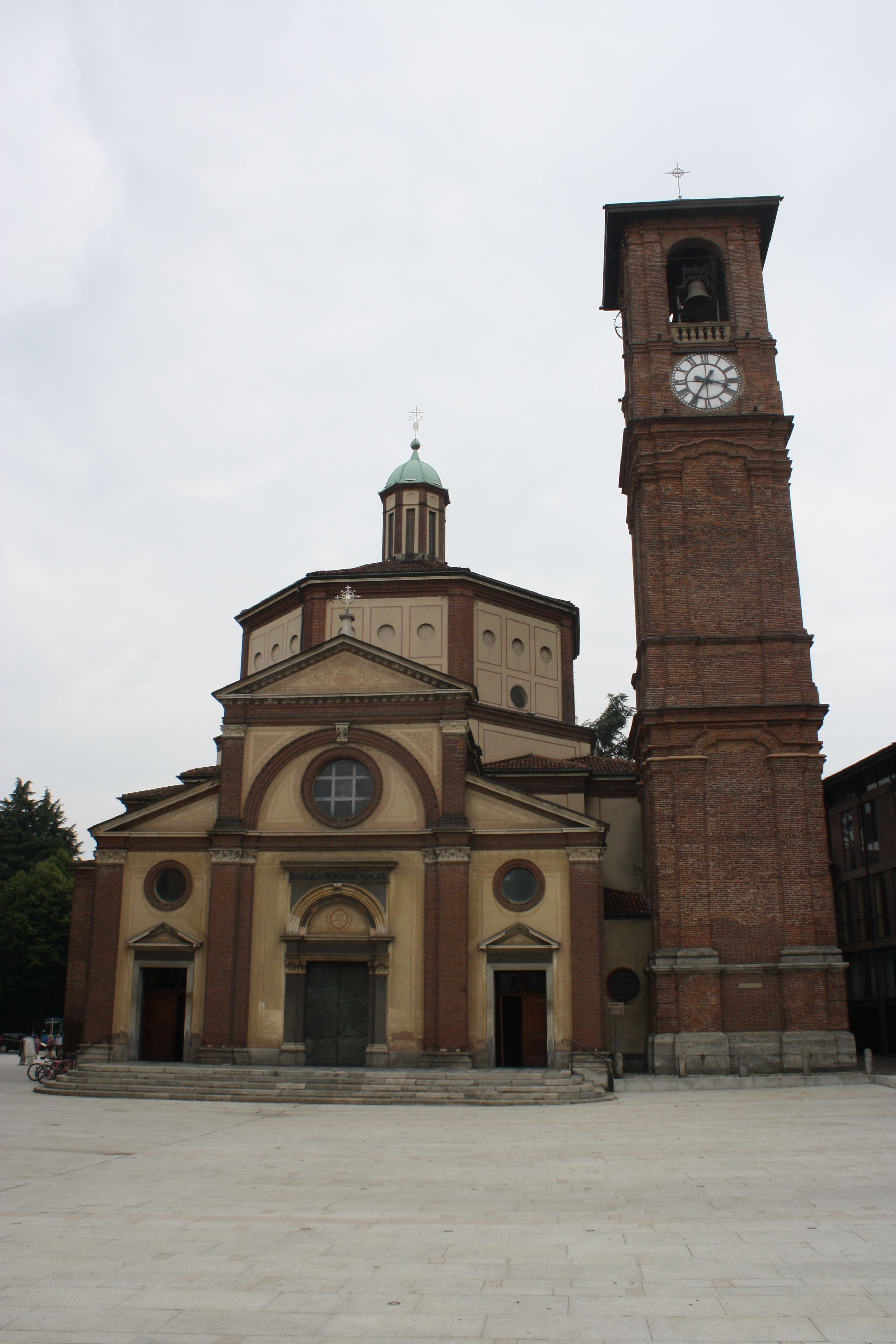
La basilica di San Magno

La contrada fa riferimento alla già citata basilica romana minore di San Magno. In occasione della vittoria della contrada nella corsa ippica, la copia della croce di Ariberto da Intimiano viene solennemente traslata nella chiesa di riferimento del rione vincitore e qui conservata per un anno: questo ambito simbolo di vittoria è custodito nella chiesa fino all'edizione successiva del palio.
Intitolata a Magno di Milano, arcivescovo meneghino dal 518 al 530 e costruita con uno stile architettonico rinascimentale lombardo di scuola bramantesca, è stata edificata dal 1504 al 1513. Si può ragionevolmente ritenere che il progetto della basilica sia stato realizzato sulla base di un disegno tracciato personalmente da Donato Bramante. Il suo campanile è stato costruito in seguito, dal 1752 al 1791. Il 29 marzo 1950 papa Pio XII ha elevato l'edificio sacro legnanese a basilica romana minore.
L'interno della chiesa è arricchito da varie opere d'arte, che sono state realizzate nei secoli mantenendo lo stile cinquecentesco lombardo - con influenze quattrocentesche - delle prime produzioni artistiche. Le decorazioni più importanti conservate nella basilica sono gli affreschi della volta principale, che sono opera di Gian Giacomo Lampugnani, i resti delle pitture cinquecentesche della cappella di San Pietro Martire, che sono state realizzate da Evangelista Luini, figlio di Bernardino, gli affreschi delle pareti e della volta della cappella maggiore, che sono stati dipinti da Bernardino Lanino, e una pala d'altare del Giampietrino. Su tutte queste opere artistiche svetta, per la sua rilevanza, un polittico di Bernardino Luini, considerato unanimemente dagli storici dell'arte come uno dei capolavori dell'artista lombardo, se non la sua opera migliore.
Prima della costruzione della basilica di San Magno, la comunità legnanese faceva riferimento alla chiesa parrocchiale di San Salvatore, la cui costruzione risalirebbe, secondo alcuni studi, al X oppure all'XI secolo: era situata nello stesso luogo dove ora sorge la basilica di San Magno.

## Il nome della contrada
L'appellativo "nobile" nel nome della contrada deriva dal territorio del rione, che include il centro storico di Legnano, e dal fatto che fin dai tempi più antichi, all'interno dei confini della contrada, sono presenti diverse famiglie di nobile lignaggio: lo loro età dell'oro fu il XV secolo, epoca storica che vide l'erezione in città di molte dimore gentilizie. Alcune delle famiglie più in vista della città, i Clerici, i Castelli, i Del Monego, i Guerciotti, i Novara, i Pezzali, gli Schiatti ed i Sironi, fondarono poi la contrada San Magno.

## Il maniero

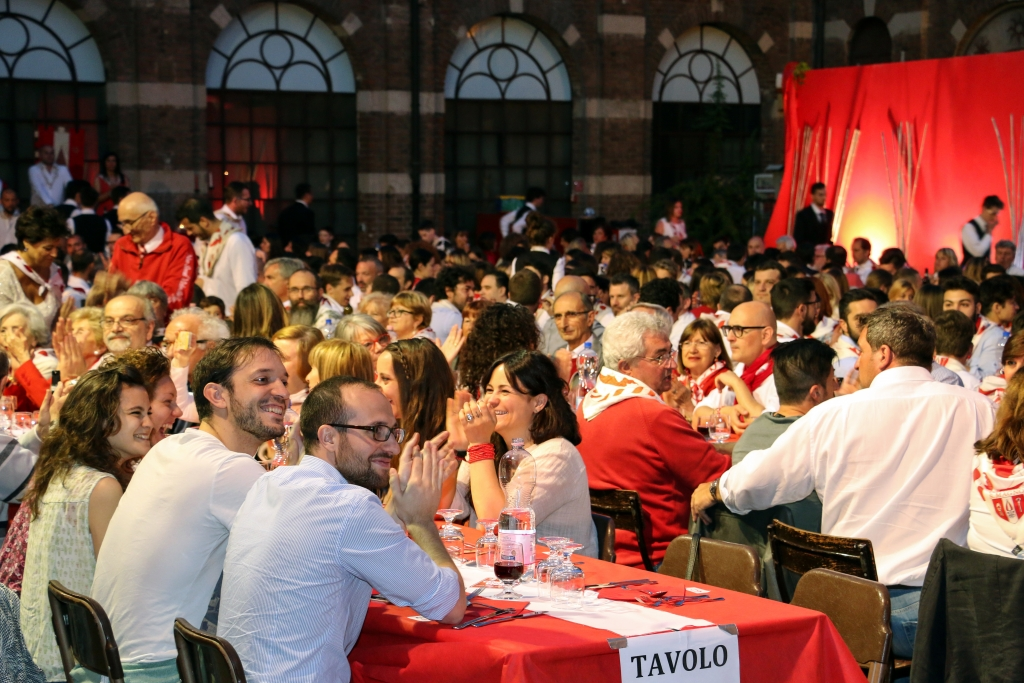
Cena propiziatoria della contrada di San Magno per il Palio di Legnano 2015

Il primo maniero della contrada fu la casa di donna Elda Novara Visconti, che diede ospitalità alle riunioni del rione in un locale della propria dimora di corso Magenta: il solaio dell'abitazione fungeva poi da magazzino per il materiale utilizzato nella sfilata. Negli anni sessanta si iniziarono a utilizzare alcuni locali del cinema teatro Galleria, il cui uso fu consentito dal proprietario dell'immobile. 

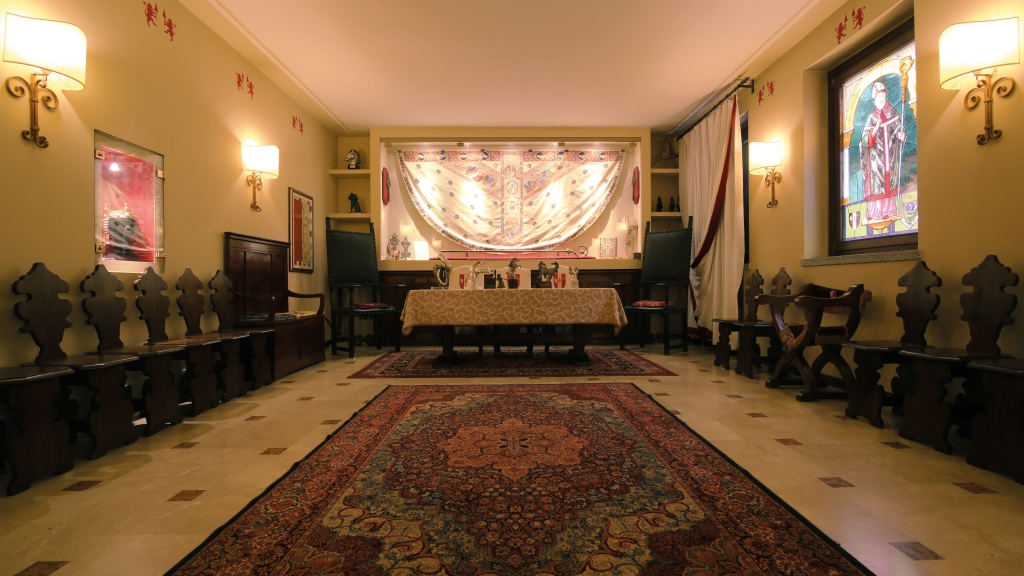
Interno del maniero della Contrada San Magno

In seguito il maniero della contrada si trasferì all'interno di casa Guerciotti, dove rimase fino al 1986, quando un secondo trasloco portò la sede della contrada all'interno di un edificio storico di via Berchet, in seguito ristrutturato dai contradaioli di San Magno, dove ha domicilio tuttora. Il maniero possiede un cortiletto dov'è presente un pozzo e un maestoso tiglio. Su una parete del salone d'onore è collocato un ottagono dorato che riporta gli stemmi delle otto famiglie che hanno fondato la contrada di San Magno, ovvero i Clerici, i Castelli, i Del Monego, i Guerciotti, i Novara, i Pezzali, gli Schiatti ed i Sironi. Il salone d'onore ospita anche il gonfalone della contrada e i gioielli, gli scudi e le bandiere utilizzate durante la sfilata. Nel sottotetto sono presenti la selleria e i locali adibiti al cucito e al ricamo. Nel piano intermedio è invece situata la sala del consiglio, che è arricchita da mobili antichi. La sala del consiglio è anche ornata da tendaggi di pregio, tappeti e quadri, oltre che da tre vetrate artistiche.

## I colori ed il gonfalone

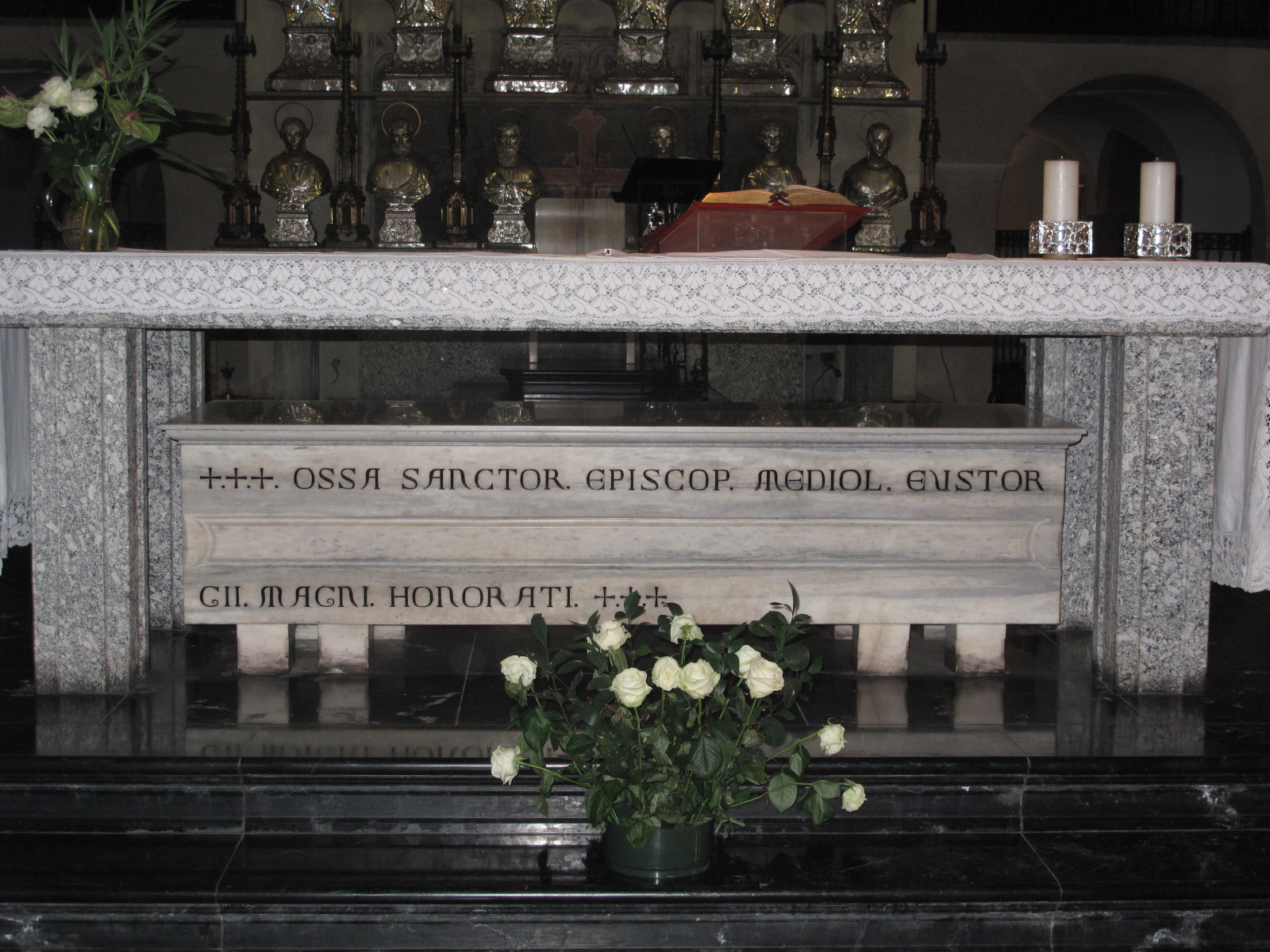
Tomba duecentesca situata all'interno della basilica di Sant'Eustorgio a Milano che contiene i resti dei vescovi di Milano Eustorgio, Magno e Onorato

La leggenda più famosa e conosciuta, tra quelle che narrano l'origine dei colori della contrada, racconta che molto tempo fa nell'odierna piazza San Magno si ergesse un grosso cerro. Nel giorno del santo patrono, il 5 novembre, un agricoltore si mise a contemplare l'albero ammirandone la capacità di sopportare il gelo e la neve. Il contadino espresse così il desiderio di poter resistere nella stessa maniera alle difficoltà della vita. In quel momento comparì San Magno, che si offrì di soddisfare il desiderio dell'uomo donandogli il vigore, la temerarietà e la potenza di un leone. Il Santo ordinò all'agricoltore di uccidere un coniglio e avanzare sul terreno, ammantato di neve, dove era stato versato il sangue dell'animale. Il contadino eseguì gli ordini e quindi San Magno esaudì il suo sogno trasformandolo in leone. Compiuto il prodigio, il Santo sparì improvvisamente senza accontentare l'agricoltore che gli chiedeva di ritornare uomo, castigando così la sua superbia.
Il bianco della neve ed il rosso del sangue del coniglio diventarono il simbolo della contrada. Questi colori, l'albero ed il leone furono anche inclusi nello stemma e nel gonfalone della città di Legnano.
In base ad un'altra leggenda, il bianco ed il rosso sono associati al sangue lasciato sulla neve dai santi Sebastiano e Rocco, che si erano recati a Legnano per contemplare gli affreschi della basilica di San Magno.
Nello stemma della contrada è presente, sopra il campo rosso di sinistra, la mitria di San Magno. Al centro, sopra il colore bianco, sono raffigurati il suo ombrello vescovile e le sue chiavi prepositurali, mentre sopra il campo rosso di destra è rappresentato il suo bastone pastorale.

## Albo d'oro delle reggenze
L'albo d'oro delle reggenze della contrada San Magno è:
| Anno | Capitano               | Castellana              | Gran priore         | Scudiero           |
| --- | ---------------------- | ----------------------- | ------------------- | ------------------ |
| 1935 | Mario Dell'Acqua       | -                       | -                   | -                  |
| 1936 | Mario Dell'Acqua       | -                       | -                   | -                  |
| 1937 | Emilio Castelli        | -                       | -                   | -                  |
| 1938 | Ernesto Daddario       | -                       | -                   | -                  |
| 1939 | Luigi Passardi         | -                       | -                   | -                  |
| Dal 1940 al 1951 tutte le attività relative al palio di Legnano sono state sospese a causa delle vicende belliche legate alla seconda guerra mondiale |                        |                         |                     |                    |
| 1952 | Carlo Ferè             | Mariska Fenaroli        | -                   | -                  |
| 1953 | G.M. Perozzi           | Amaliuccia Ferè         | -                   | -                  |
| 1954 | Cesare Sironi          | Gianna Bonzi            | -                   | -                  |
| 1955 | Cesare Sironi          | Albertina Antonelli     | -                   | -                  |
| 1956 | Cesare Sironi          | Eurosia Salerio         | -                   | -                  |
| 1957 | Cesare Sironi          | Renata Caloni           | -                   | -                  |
| 1958 | Cesare Sironi          | Rosy Baranzelli         | -                   | -                  |
| 1959 | Cesare Sironi          | Rosy Baranzelli         | -                   | -                  |
| 1960 | Camillo Tenconi        | Delia Lomazzi           | -                   | -                  |
| 1961 | Arturo Allogisi        | Delia Lomazzi           | -                   | -                  |
| 1962 | Arturo Allogisi        | Delia Lomazzi           | -                   | -                  |
| 1963 | Gianni Re Cecconi      | Delia Lomazzi           | -                   | -                  |
| 1964 | Vittorio Brun          | Raffaella De Giovannini | -                   | -                  |
| 1965 | Vittorio Brun          | Alfonsa Scandroglio     | -                   | -                  |
| 1966 | Vittorio Brun          | Alfonsa Scandroglio     | -                   | -                  |
| 1967 | Vittorio Brun          | Giovanna Colombo        | -                   | -                  |
| 1968 | Giorgio Brun           | Giovanna Colombo        | -                   | -                  |
| 1969 | Oreste Albertalli      | Elisabetta Albertalli   | -                   | -                  |
| 1970 | Norberto Albertalli    | Maria Luisa Ferè        | -                   | -                  |
| 1971 | Norberto Albertalli    | Maura Grampa            | Anacleto Tenconi    | -                  |
| 1972 | Norberto Albertalli    | Laura Prada             | Anacleto Tenconi    | -                  |
| 1973 | Arcangelo Roveda       | Laura Prada             | Anacleto Tenconi    | -                  |
| 1974 | Arcangelo Roveda       | Maria Luisa Rebolini    | Anacleto Tenconi    | -                  |
| 1975 | Arcangelo Roveda       | Antonietta Rebolini     | Anacleto Tenconi    | -                  |
| 1976 | Arcangelo Roveda       | Maria Carla Bossi       | Anacleto Tenconi    | -                  |
| 1977 | Arcangelo Roveda       | Maria Carla Bossi       | Anacleto Tenconi    | -                  |
| 1978 | Arcangelo Roveda       | Gloria Cozzi            | Anacleto Tenconi    | -                  |
| 1979 | Arcangelo Roveda       | Gloria Cozzi            | Ermanno Rebolini    | Maurizio Frattini  |
| 1980 | Paolo Novara           | Donata Ferrè            | Ermanno Rebolini    | Maurizio Frattini  |
| 1981 | Gian Battista Barlocco | Lorena Ripamonti        | Pippo Terreni       | Massimo Perego     |
| 1982 | Gian Battista Barlocco | Lorena Ripamonti        | Pippo Terreni       | Massimo Perego     |
| 1983 | Gian Battista Barlocco | Antonella Gobbi         | Arcangelo Roveda    | Massimo Perego     |
| 1984 | Roberto Clerici        | Antonella Gobbi         | Arcangelo Roveda    | Massimo Perego     |
| 1985 | Roberto Clerici        | Antonella Gobbi         | Donato Macchi       | Massimo Perego     |
| 1986 | Roberto Clerici        | Lucia Rotta             | Donato Macchi       | Massimo Perego     |
| 1987 | Roberto Clerici        | Lucia Rotta             | Donato Macchi       | Ambrogio Canavesi  |
| 1988 | Roberto Clerici        | Lucia Rotta             | Donato Macchi       | Ambrogio Canavesi  |
| 1989 | Roberto Clerici        | Vittoria Grassini       | Donato Macchi       | Massimiliano Sozzi |
| 1990 | Roberto Clerici        | Vittoria Grassini       | Donato Macchi       | Giuseppe Scarpa    |
| 1991 | Alberto Oldrini        | Vittoria Grassini       | Donato Macchi       | Giuseppe Scarpa    |
| 1992 | Alberto Oldrini        | Barbara Costa           | Gianfranco Bonomi   | Giuseppe Scarpa    |
| 1993 | Alberto Oldrini        | Barbara Costa           | Gianfranco Bonomi   | Giuseppe Scarpa    |
| 1994 | Giuseppe Scarpa        | Barbara Costa           | Gianfranco Bonomi   | Massimo Barlocco   |
| 1995 | Giuseppe Scarpa        | Isabella Salerio        | Gianfranco Bonomi   | Giuseppe Lupo      |
| 1996 | Giuseppe Scarpa        | Isabella Salerio        | Gianfranco Bonomi   | Massimo Barlocco   |
| 1997 | Giuseppe Scarpa        | Paola Galiani           | Gianfranco Bonomi   | Massimo Barlocco   |
| 1998 | Giuseppe Scarpa        | Paola Galiani           | Emilio Ardo         | Massimo Barlocco   |
| 1999 | Giuseppe Scarpa        | Vania Ardo              | Emilio Ardo         | Alberto Garavaglia |
| 2000 | Andrea Gobbi           | Vania Ardo              | Emilio Ardo         | Alberto Garavaglia |
| 2001 | Andrea Gobbi           | Rossella Colombo        | Emilio Ardo         | Andrea Fumagalli   |
| 2002 | Domenico Esposito      | Silvia Repossini        | Francesco Simonetti | Andrea Fumagalli   |
| 2003 | Domenico Esposito      | Silvia Repossini        | Francesco Simonetti | Federico Effalli   |
| 2004 | Domenico Esposito      | Valentina Raimondi      | Francesco Simonetti | Matteo Airoldi     |
| 2005 | Domenico Esposito      | Valentina Raimondi      | Francesco Simonetti | Matteo Airoldi     |
| 2006 | Domenico Esposito      | Anna Lattuada           | Francesco Simonetti | Matteo Airoldi     |
| 2007 | Marco Barlocco         | Anna Lattuada           | Francesco Simonetti | Matteo Fumagalli   |
| 2008 | Marco Barlocco         | Sara Ginini             | Roberto Clerici     | Matteo Fumagalli   |
| 2009 | Marco Barlocco         | Sara Ginini             | Roberto Clerici     | Matteo Airoldi     |
| 2010 | Marco Barlocco         | Sara Ginini             | Roberto Clerici     | Matteo Airoldi     |
| 2011 | Marco Barlocco         | Chiara Trani            | Roberto Clerici     | Matteo Airoldi     |
| 2012 | Marco Barlocco         | Chiara Trani            | Roberto Clerici     | Luca Della Vedova  |
| 2013 | Mario Preti            | Francesca Vedani        | Roberto Clerici     | Gabriele Colombo   |
| 2014 | Mario Preti            | Francesca Vedani        | Domenico Esposito   | Gabriele Colombo   |
| 2015 | Mario Preti            | Francesca Vedani        | Domenico Esposito   | Gabriele Colombo   |
| 2016 | Matteo Airoldi         | Federica Colombo        | Domenico Esposito   | Davide Provasi     |
| 2017 | Matteo Airoldi         | Federica Colombo        | Domenico Esposito   | Davide Provasi     |
| 2018 | Giacomo Albertalli     | Emma Vizzolini          | Domenico Esposito   | Edoardo Sanna      |
| 2019 | Giacomo Albertalli     | Emma Vizzolini          | Domenico Esposito   | Diego Molaschi     |
| 2020 | Giacomo Albertalli     | Emma Vizzolini          | Domenico Esposito   | Diego Molaschi     |
| 2021 | Giacomo Albertalli     | Emma Vizzolini          | Giuseppe Scarpa     | Diego Molaschi     |
| 2022 | Alessandro Zanovello   | Lavinia Mescieri        | Giuseppe Scarpa     | Matteo Magnani     |
| 2023 | Alessandro Zanovello   | Lavinia Mescieri        | Giuseppe Scarpa     | Matteo Magnani     |
| 2024 | Alessandro Zanovello   | Sofia Di Simplicio      | Marco Barlocco      | Riccardo Vizzolini |
| 2025 | Alessandro Zanovello   | Sofia Di Simplicio      | Marco Barlocco      | Riccardo Vizzolini |
| 2026 | Alessandro Zanovello   | Angelica Di Lena        | Marco Barlocco      | Marco Colombo      |

Nota: in grassetto le reggenze che hanno retto la contrada in occasione delle vittorie al palio.

## Contrade avversarie
- San Bernardino[1].

## La contrada ed il palio
La contrada San Magno ha conquistato 12 vittorie al palio: 1963, 1971, 1973, 1979, 1987, 1990, 1993, 1999, 2000, 2001, 2011 e 2022.
| N° vittoria | Anno | Capitano             | Fantino                            | Cavallo           |
| ----------- | ---- | -------------------- | ---------------------------------- | ----------------- |
| 1           | 1963 | Gianni Re Cecconi    | Giorgio Garzonio                   | Domazzo (Fulmine) |
| 2           | 1971 | Norberto Albertalli  | Costantino Giuggia detto Morino IV | Tom Jones         |
| 3           | 1973 | Arcangelo Roveda     | Vincenzo Foglia detto Frasca       | Pou Pouch         |
| -           | 1976 | Arcangelo Roveda     | Pasquale Beretta                   | Utrillo           |
| 4           | 1979 | Arcangelo Roveda     | Salvatore Ladu detto Cianchino     | Peccatrice        |
| 5           | 1987 | Roberto Clerici      | Giuseppe Pes detto Il Pesse        | Alpha Shariba     |
| 6           | 1990 | Roberto Clerici      | Maurizio Farnetani detto Bucefalo  | Phantasm          |
| 7           | 1993 | Alberto Oldrini      | Maurizio Farnetani detto Bucefalo  | Phantasm          |
| 8           | 1999 | Giuseppe Scarpa      | Martin Ballesteros detto Pampero   | Noble Nord        |
| 9           | 2000 | Andrea Gobbi         | Maurizio Farnetani detto Bucefalo  | Ombra (Amalin)    |
| 10          | 2001 | Andrea Gobbi         | Maurizio Farnetani detto Bucefalo  | Guazza (Thera)    |
| -           | 2005 | Domenico Esposito    | Marco Pagliai                      | Signorina Snob    |
| 11          | 2011 | Marco Barlocco       | Giovanni Atzeni detto Tittia       | Aberrant          |
| 12          | 2022 | Alessandro Zanovello | Valter Pusceddu detto Bighino      | Star              |

La contrada si è anche aggiudicata il palio d'onore del 2005, organizzato nel cinquantesimo anniversario della fondazione del collegio dei capitani, e la vittoria al palio straordinario del 1976, disputato all'Arena Civica di Milano in occasione dell'VIII centenario della battaglia di Legnano. La contrada ha anche vinto sei edizioni della provaccia (1985, 2000, 2005, 2009, 2010 e 2018) realizzando in un'occasione il "cappotto" (2000).

### Esplicative
1. ↑  In italiano: "non sempre vincitori, ma sempre primi".
2. ↑  San Magno è anche patrono della città di Legnano.
3. ↑  Il titolo "nobile" deriva dal territorio del rione, che include il centro storico di Legnano, e dal fatto che fin dai tempi più antichi, all'interno dei confini della contrada, sono presenti diverse famiglie di nobile lignaggio. Alcune delle famiglie più in vista di Legnano fondarono poi la contrada San Magno.
4. 1 2 3  Cfr. le due topografie di Legnano (datate 1925 e 1938) che sono presenti nel testo Profilo storico della città di Legnano a p. 352 e a p. 353.
5. ↑  Il pittore legnanese non fu però testimone del soggetto dipinto. Cfr. il testo Legnano una città, la sua storia, la sua anima a p. 101.
6. ↑  I "manieri" sono le sedi delle contrade di Legnano.
7. ↑  Palio straordinario disputato all'Arena Civica di Milano in occasione dell'VIII centenario della battaglia di Legnano.
8. ↑  La finale è stata corsa due volte. Nella seconda finale il cavallo è stato montato da Bruno Blanco detto Parti e Vai.
9. ↑  Palio d'onore: palio straordinario organizzato per celebrare il 50º anniversario della fondazione del collegio dei capitani e delle contrade.

### Bibliografiche
1. 1 2   Il Palio di Legnano entra nel vivo: le rivalità, su ilgiorno.it. URL consultato il 13 maggio 2016.
2. ↑  D'Ilario, 2000, p. 4.
3. ↑  Agnoletto, p. 31.
4. 1 2 3  D'Ilario, 1984, p. 40.
5. ↑  D'Ilario, 1984, pp. 208-209.
6. ↑  Ferrarini, p. 21.
7. ↑  D'Ilario, 1984, p. 213.
8. ↑  Ferrarini, p. 101.
9. ↑  Agnoletto, pp. 32-33.
10. ↑  D'Ilario, 1984, p. 98.
11. ↑   Contrada di San Magno - Il territorio, su sanmagno.it. URL consultato il 4 aprile 2014 (archiviato dall'url originale il 18 marzo 2016).
12. ↑  D'Ilario, 2000, p. 8.
13. ↑  PLIS Parco dei Mulini, indagine conoscitiva finalizzata alla redazione del piano del parco, 2012
14. ↑  Macchione, p. 324.
15. ↑  D'Ilario, 1984, p. 224.
16. ↑   Amos Cassoli, La battaglia di Legnano, 1860, su musica.san.beniculturali.it. URL consultato il 14 aprile 2016 (archiviato dall'url originale il 4 giugno 2016).
17. 1 2  Agnoletto, p. 39.
18. 1 2 3  D'Ilario, 1984, p. 233.
19. ↑  D'Ilario, 1976, p. 85.
20. ↑  D'Ilario, 1984, pp. 248-249.
21. ↑  Ferrarini, p. 113.
22. ↑  D'Ilario, 1984, pp. 249-250.
23. ↑  Ferrarini, p. 115.
24. ↑   Storia della parrocchia di San Magno, su parrocchiasanmagno.it. URL consultato il 20 marzo 2017 (archiviato dall'url originale il 28 dicembre 2014).
25. ↑  Turri, p. 14.
26. ↑  Turri, p. 18.
27. ↑  Raimondi, p. 78.
28. ↑  Ferrarini, p. 116.
29. ↑  D'Ilario, 1984, p. 252.
30. ↑  D'Ilario, p. 206.
31. ↑   Le origini, su contradasanmagno.it. URL consultato il 1º giugno 2016 (archiviato dall'url originale il 17 agosto 2016).
32. ↑  D'Ilario, 1984, pp. 48-49.
33. 1 2 3 4 5 6  Autori vari, p. 200.
34. 1 2 3 4  Autori vari, p. 201.
35. 1 2 3   Contrada San Magno, su collegiodeicapitani.it. URL consultato il 4 aprile 2014.
36. ↑   Le reggenze, su sanmagno.it. URL consultato il 6 agosto 2017.
37. ↑   L'albo d'oro del Palio di Legnano, su contradalegnarello.it. URL consultato il 4 aprile 2014.
38. 1 2   L'albo d'oro del Palio di Legnano, su contradalegnarello.it. URL consultato il 4 aprile 2014.
39. ↑   Contrada di San Magno - Le vittorie al Palio, su sanmagno.com. URL consultato il 4 aprile 2014 (archiviato dall'url originale il 5 marzo 2016).
40. ↑   La Provaccia, su contradalegnarello.it. URL consultato il 29 maggio 2017.